# 郭玹
郭玹（1395年—1447年），字贞白，明朝军事将领。凤阳临淮县(今安徽省凤阳县）人。武定侯郭英庶次子郭铭之子，袭武定侯。

## 生平
郭玹的母亲徐氏是徐达的堂姐妹。姐郭氏、兄郭琮，还有一个姐妹。
建文四年（1402年），皇叔燕王朱棣攻入南京，建文帝自焚；郭玹的父亲郭铭在泗州死于国事，学界认为是自杀殉国。
永乐九年（1411年）之前，郭玹已授舍人。时，明仁宗为太子，长姐郭氏即是受宠的太子妾室，另一位姐妹郭氏是汉王朱高煦妾室。永乐八年八月，长姐郭氏曾写信给郭玹，信中称“念尔初得官守，未能创制官服。今按礼制榜式，造赐尔公服一副，俾尔动尊礼度象服。”永乐九年三月，以世勋子，舍人郭玹与兄郭琮同时升官。他升为锦衣卫指挥佥事。兄弟二人以皇亲之故，俱食禄，不任事:58。后转汉府护卫指挥。
永乐二十二年（1424年），明仁宗即位召还郭玹，连续升任左军都督同知。十一月，张皇后和郭贵妃家族同样因“戚恩”之故受到封赏:60。明仁宗令郭玹袭封祖父郭英的武定侯爵位，给赐诰命，追封他死去的父亲郭铭为武定侯。武定候爵位“本在永乐间以事停袭”。《明实录》记载、郭良上奏，郭铭一房越过郭英庶长子郭镇一房袭爵是因郭贵妃的缘故。郭镇与郭鸣两房在此后百多年，围绕着武定侯爵位开展争斗。当代研究者黄阿明认为，因郭贵妃之故，使其弟郭玹获得武定侯爵位的说法实是“惯性思维的影响”。黄阿明指郭玹获封武定侯，实因郭贵妃带来的“戚恩”之故。若明仁宗当时另拟新爵号，则不会有家族争夺爵位的纷争:59—61。
宣德二年（1427年），掌署宗人府事，缵修玉牒，完成后受赏。署宗人府事时，郭玹“奪河間民田廬，又奪天津屯田千畝，[明宣宗]罪其奴而宥玹。”宣德三年（1428年）九月，统领右掖军马，跟从明宣宗出境巡边。至会州，命总令军部大营，之后皇帝在近郊狩猎时，屡次命郭玹居守京师，总领五军诸司等军务。正统三年（1438年）八月，命前往凤阳督修皇陵，竣事后还京。正统九年（1444年）十一月，挂镇朔将军印，充总兵官，镇守宣府。其治理边镇有军功，砌完宣府城垣及重修边垒二百馀里。
正统十二年（1447年），郭玹在宣府镇所去世。明英宗为之缀朝。同年九月，安葬于北京怀柔县红螺山。1998年，墓志在怀柔红螺寺附近出土:73。

## 家庭
- 前后娶妻五次，永乐二十二年（1424年）时，已四度丧妻[a]。
- 元配方氏，方政妹妹。
- 继配邓氏，封夫人
- 继配王氏
- 继配陈氏
- 继配沐氏，沐晟之女，封夫人。
- 长子，郭聪，锦衣卫指挥佥事。
- 次子，郭耽
- 三子，郭聙
- 四子，郭声
- 五子，郭闻
- 女儿，郭玹逝世时，尚幼。

## 备注
1. 1 2 3 4 5 6 7 8 9  《故镇朔将军总兵官武定侯郭公墓志铭》收录于撰写者羅亨信的《罗亨信集》之《觉非集·卷四》。与后来出土墓志相比，文字内容多有改动。墓志见于《新中国出土墓志·北京》（一）下册，第71页[1]:57—58。墓志正文四十一行，存1226字。录文如下[1]:73—75：故镇朔将军总兵官武定侯郭公墓志铭。嘉议大夫都察院右副都御史五羊罗亨信撰文、镇远侯杨州顾兴祖书丹、驸马都尉凤阳沐昕篆额。正统十二年丁卯七月十六日，镇朔将军、总兵官、武定侯郭公以暴疾□于宣府之镇所。守臣遣使驰□京师。十九日，讣闻，皇上为之悲悼辍朝。在廷文武之臣，莫不骇叹。翼日，诏所司，俾护其丧还。九月朔，柩车至京，寓朝阳门外。命礼部致祭如仪，赙赠其家。择是岁九月丙午，归窆怀柔县红螺山先妣太夫人徐氏墓次。仍命工部营理葬事。初，公之卒，其冢嗣聪，跣以奉状，泣予言曰：“惟执事与亡父相知为最深，奄兹不幸，敢以墓铭为请。”予以哀耄出巡塞外，公继总戎于斯，凡有利于人而益于边者，必商确其可否，然后行之。塞垣防范严谨，烟尘不兴。方庆朝廷任将得人，兵民咸得其所，岂意公遽云亡，其可悲已乎。予不果以拙陋辞，乃雪涕为之序。曰：郭氏，世为凤阳之临淮县望族。在昔元运既终，四方鼎沸。我太祖高皇帝应天顺人，举兵奋起畎亩，以拯斯民于涂炭之中。当时豪杰感风云之会，皆肆力效忠，左右辅弼。公之伯祖兴、祖父英，尤其超毅者。并统雄师，束歼西伐，南征北讨。既而妖氛荡息，遂奄有华夷。洪武戊申，上即帝位于金陵，论功定爵：兴封巩昌侯，没赠陕国公，谥宣武。英封武定侯，没赠营国公，谥威襄。伯父镇，尚永嘉公主，为驸马都尉。父铭，任辽府典宝，后没于国事。母徐氏，实中山王叔都督同知成之女。年未三十丧其夫，誓死教育二子。长曰琮，初授府军卫千户，继陞指挥佥事。次即公，讳玹，字贞白，永乐九年，以世勋子，授锦衣卫指挥佥事，转汉府护卫指挥。二十二年甲辰秋，仁宗皇帝嗣位，召还，超陞左军都督同知。冬十一月，袭封祖父武定侯爵，给赐诰命，追封故父铭为武定侯，祖母严氏封营国公夫人，母徐氏封太夫人，故妻邓氏、继室沐氏俱封夫人。宣德二年，掌署宗人府事，缵修玉牒成，被赏。三年九月，统领右掖军马，扈从宣宗皇帝出境巡边。至会州，命总大营。十月，送俘获丑类男女、牛羊还京。后车驾时猎近郊，屡命居守京师，总领五军诸司庶务。其见重类若此。今上皇帝即位，益隆任使。正统三年八月，命往凤阳督修皇陵，洎白塔诸陵。竣事，还京。九年十一月，挂镇朔将军印，充总兵官，镇御宣府。于时边镇政殷，狼烟四起。公夙夜罔敢自逸，与镇守诸重臣筹议御寇保民之策。于是整戎伍，精器械，严斥堠，谨烽火，砌完宣府城垣及重修边垒二百馀里。虏寇闻风远遁，朔漠晏然，外夷岁来朝贡，人畜动踰数千。公抚绥劳徕，人皆欢悦。三年之间，事集人怀，利兴废举。国家倚为长成，士卒仰如慈父，内外莫不交誉之。一旦溘然长逝，将校如丧所亲，岂不重可悲也耶。没距所生洪武乙亥十月五日。享年五十有三。初娶方氏，赠威远伯政之女弟。再娶邓氏、王氏、陈氏。又娶沐氏，黔国公之女也。子男五：长即聪，锦衣卫散骑舍人。次耽、聙、声、闻，皆知学好礼。一女，尚幼。呜呼！公以世勋戚里之胤，资性温醇，丰仪俊爽。幼孤，能自力学，善书翰，工经史，富猷略。事母克尽其孝，处诸弟尤笃友于之义，与人交久而益敬。恒典戎枢，推其仁心，抚爱士卒，念其饥寒，恤其疾苦。逮为边将，统握重兵，躬临外阃，复能谦退自居，好贤下士。其御戎狄也，惟用常胜之兵，而不求其近效。视诸古之名将，若赵充国、李牧诸人，信不多让矣。又假之以年，所就讵可量哉。今不可作矣。兹因聪之请，深愧不腆之词，不足以发公之善，姑述其概，以告来裔云。铭曰： 
濠梁郭氏，开国元勋。阴德所基，世多显人。惟公之生，俊伟纯粹。早袭华勋，卓有才艺。 
摄政宗人，请誉著闻。玉牒缵修，克慎克勤。掌握兵戎，扈跸出塞。歼厥丑徒，竭诚匪懈。 
宣皇猎郊，留守畀公。总领诸务，恪尽其忠。边阃乏人，简公出镇。俾总戎师，授以将印。 
大夫至此，咸曰荣哉。边政甫就，梁木遽摧。当宁震惊，朝野悲悼。君子云亡，于予何好。 
红螺之原，先陇在焉。祔葬于斯，百世弗谖。佳气所钟，山明水秀。我铭其幽，永利尔后。 
正统十二年龙集丁卯九月十七日立石。